# Château Neercanne (restaurant)
 Château Neercanne is een restaurant in de Nederlandse stad Maastricht, gevestigd in het grotendeels zeventiende-eeuwse Kasteel Neercanne in het Jekerdal, vlak bij de Belgische grens. Het restaurant werd vanaf 1957 bijna jaarlijks beloond met een of twee Michelinsterren.

## Geschiedenis
Het restaurant was een initiatief van Brand Bierbrouwerij en ging in 1955, na een acht jaar durende restauratie van het kasteel, van start. Van meet af aan was het een exclusief restaurant. Sinds 1984 is het onderdeel van het door Camille Oostwegel sr. opgerichte Camille Oostwegel Château Hotels & Restaurants. Sinds 2016 heet het bedrijf Oostwegel Collection en vanaf 2020 is Camille Oostwegel jr. directeur. Bekende chef-koks uit het verleden waren Theo Koch (1955-1965), Gustave van Mieghem (1967-1978) en Hans Snijders (1985–2017). De huidige chef-kok is Robert Levels.
Het restaurant gold lange tijd als het meest exclusieve restaurant in Maastricht. Tijdens de Eurotopconferenties van de Europese Raad in 1981 en 1991 gebruikten de Europese regeringsleiders er op uitnodiging van koningin Beatrix de lunch. Aan die laatste bijeenkomst, die leidde tot het Verdrag van Maastricht, herinnert een plaquette in de Kasteelgroeve.

### Waardering
Château Neercanne behoorde in 1957 bij de eerste restaurants in Nederland die een Michelinster ontvingen. In de periode van 1957 tot 1966 werd het restaurant beloond met één ster en van 1967 tot 1977 met twee sterren (met uitzondering van 1974 en 1975). In 1978 verloor het restaurant een ster en in 1983 verloor het de laatste ster. Van 1986 tot en met 2018 bezat het wederom één ster. Sinds 2023 is het weer in bezit van één Michelinster.
GaultMillau kende het restaurant in 2019 16 van de maximale 20 punten toe.

## Accommodatie
De keuken en het fine dining restaurant zijn gevestigd op de begane grond van Kasteel Neercanne. Twee salons en suite zijn ingericht als restaurant met een klassieke inrichting. Een tweede, iets minder exclusief restaurant, L'Auberge de Neercanne genoemd, is gevestigd in de voormalige stallen achter het kasteel, een imposante ruimte met mergelstenen gewelven steunend op zuilen met een doorsnede van bijna een meter. Het lunchrestaurant bezit sinds 2012 een Bib Gourmand. In de daarnaast gelegen schuren annex mergelgroeve (de Kasteelgroeve) zijn de wijnkelder, de wijnproeverij, diverse ontvangstruimtes en de zogenaamde "feestgrot" ondergebracht.
In maart 2024 is het poortgebouw van het kasteel, dat deel uitmaakt van het vijfsterrenhotel, uitgebreid met een kleinschalige, luxe hotelaccommodatie. Deze uitbreiding, deels gelegen boven lunchrestaurant L’Auberge, omvat zeven hoogwaardige hotelsuites..

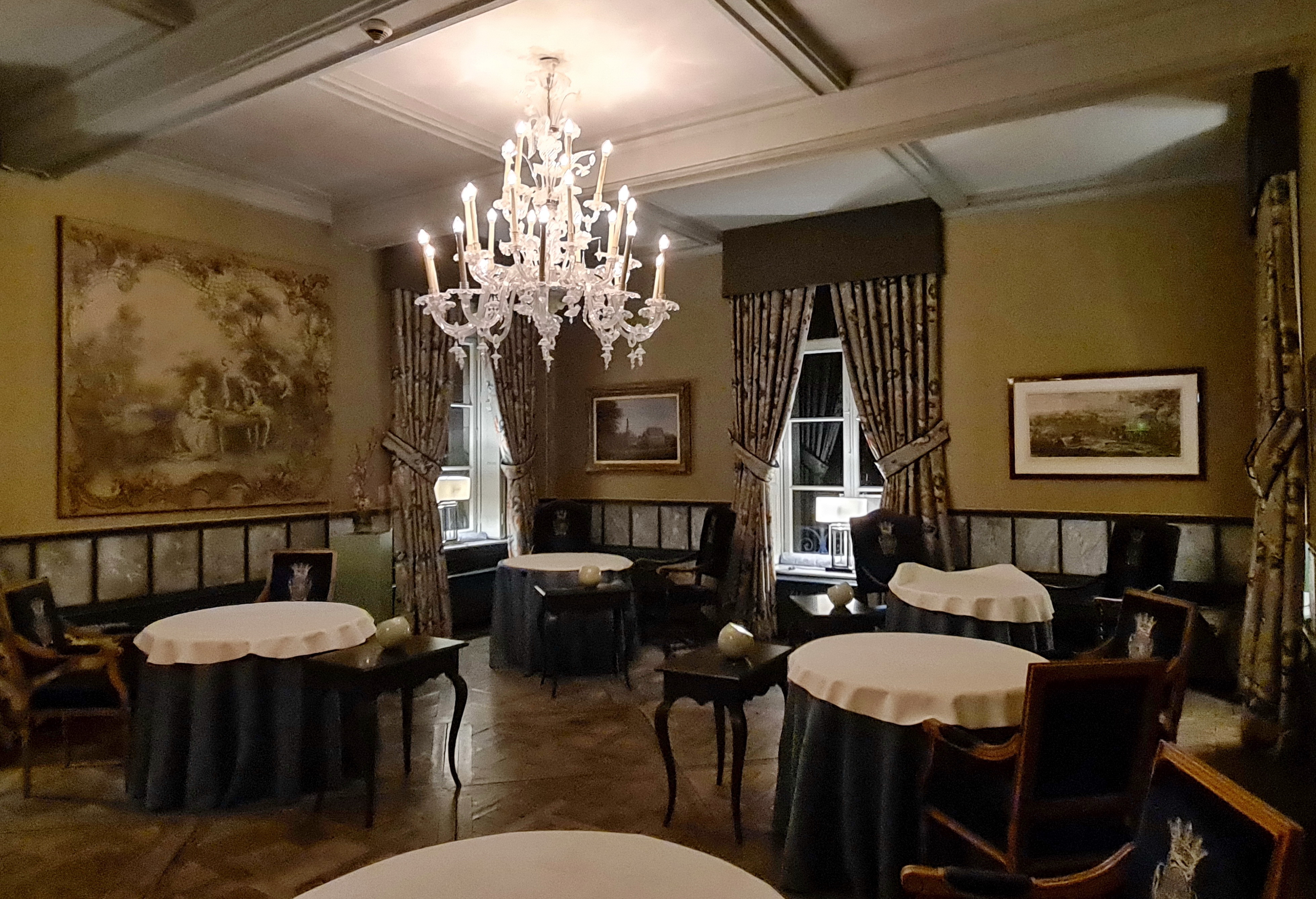
Château Neercanne
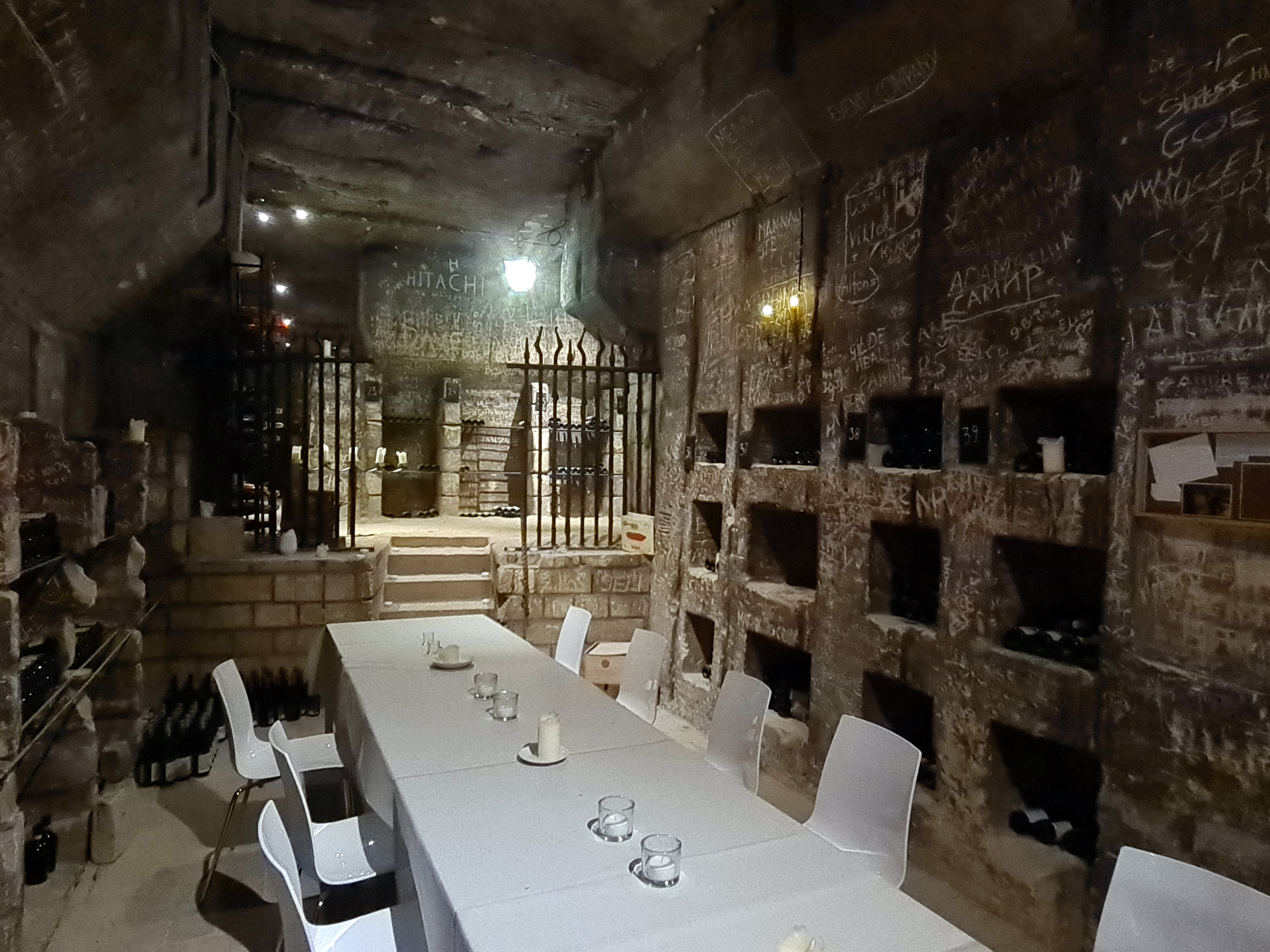
Wijnkelder en -proeverij
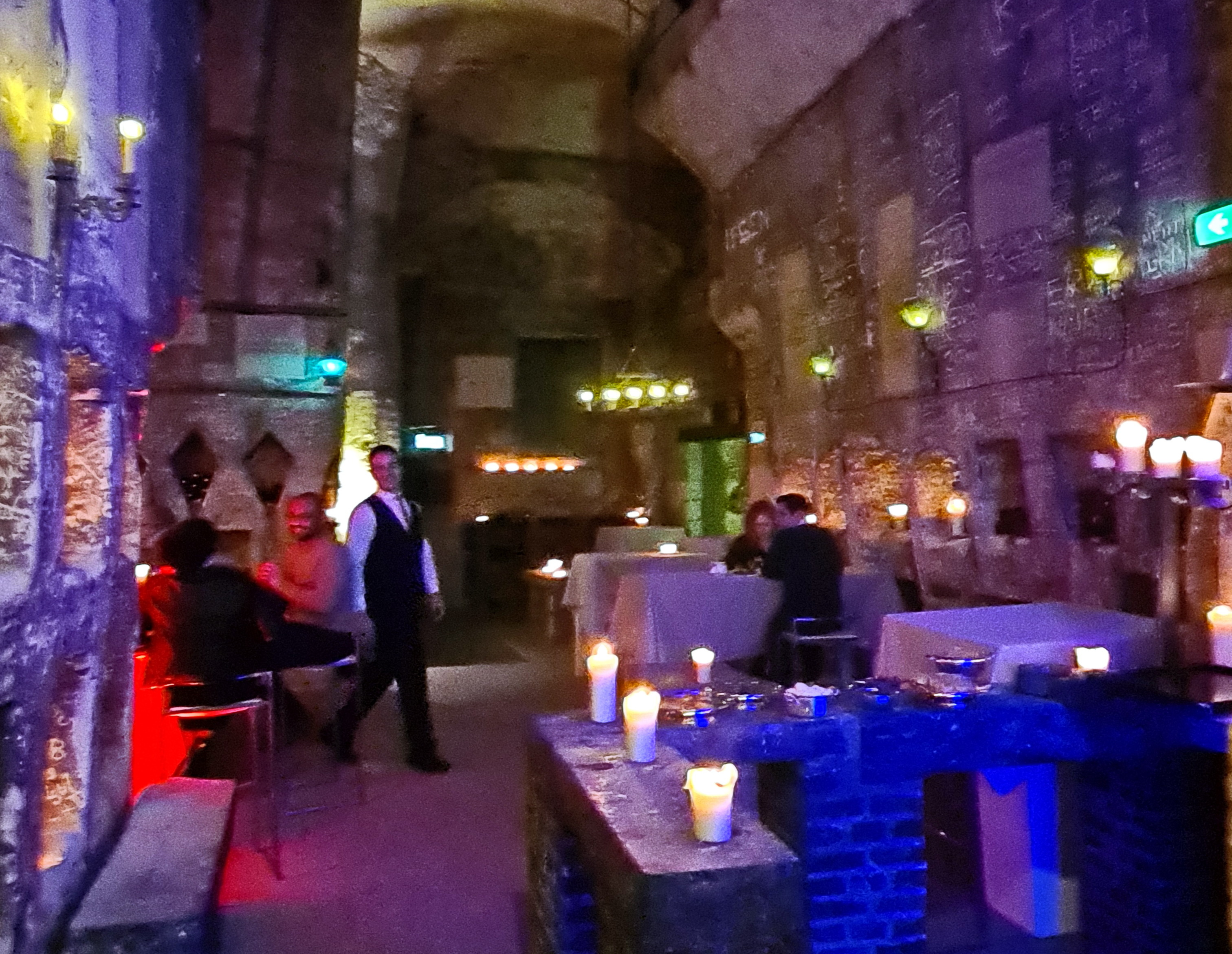
Bar in mergelgroeve
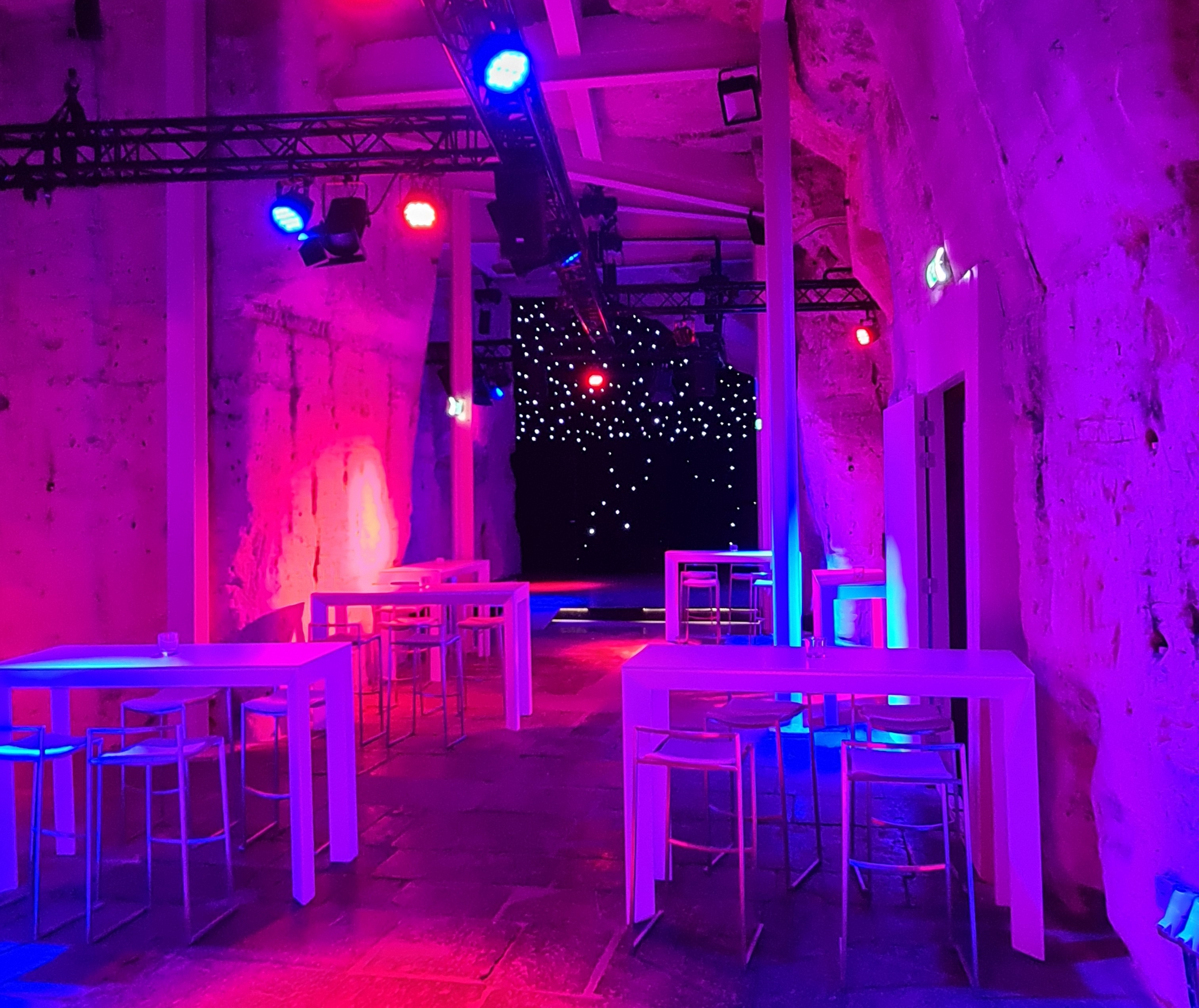
'Feestgrot'
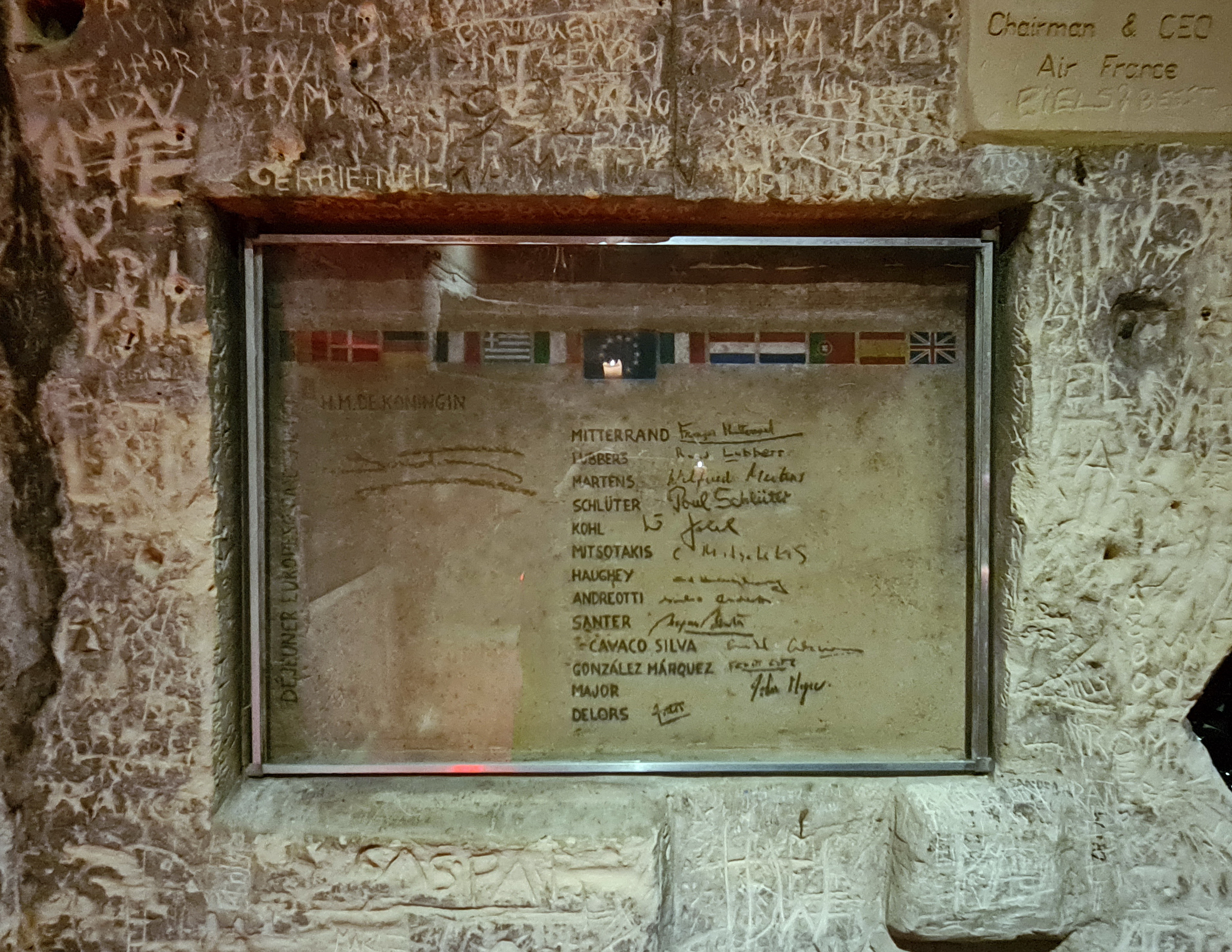
Plaquette Eurotop 1991